# Zelotes univittatus
Zelotes univittatus este o specie de păianjeni din genul Zelotes, familia Gnaphosidae. A fost descrisă pentru prima dată de Simon, 1897. Conform Catalogue of Life specia Zelotes univittatus nu are subspecii cunoscute.